# Młodzieszyn (gmina)
Pour les articles homonymes, voir Młodzieszyn.
La gmina de Młodzieszyn est une commune rurale de la voïvodie de Mazovie et du powiat de Sochaczew. 
Elle s'étend sur 117,07 km2 et comptait 5 541 habitants en 2006. 
Son siège administratif (chef-lieu) est le village de Młodzieszyn qui se situe à environ 9 kilomètres au nord de Sochaczew et à 56 kilomètres à l'ouest de Varsovie.

## Géographie
La gmina inclut les villages et localités de: 

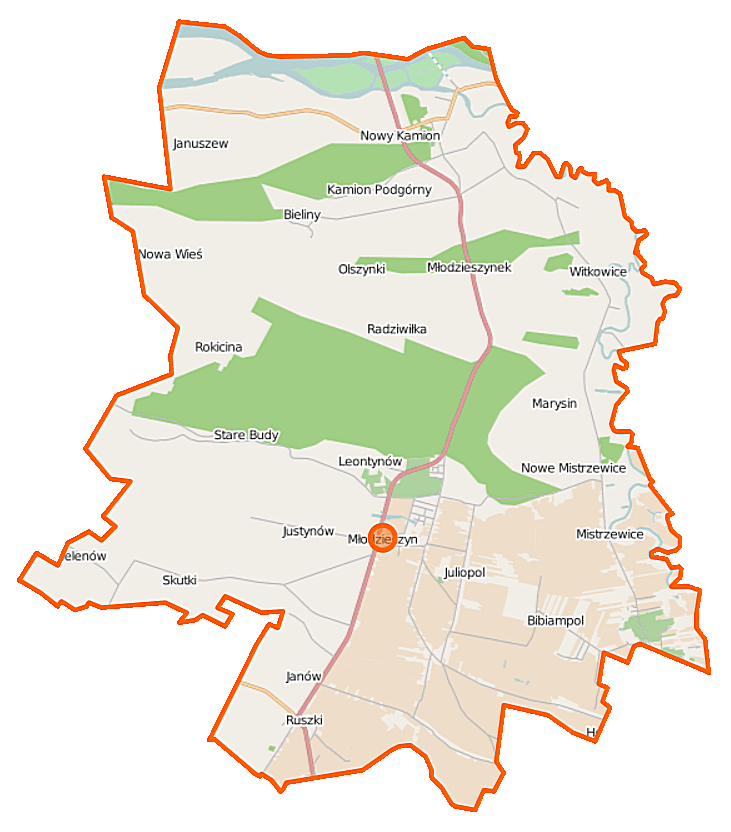
Plan de la gmina

- Adamowa Góra, Bibiampol
- Bieliny
- Helenka
- Helenów
- Janów
- Januszew
- Juliopol
- Justynów
- Kamion
- Kamion Dolny
- Kamion Mały
- Kamion Podgórny
- Leontynów
- Marysin
- Mistrzewice
- Młodzieszyn
- Młodzieszynek
- Nowa Wieś
- Nowe Mistrzewice
- Nowy Kamion
- Olszynki
- Radziwiłka
- Rokicina
- Rokiejna
- Ruszki
- Skutki
- Stare Budy
- Witkowice

### Gminy voisines
La gmina de Młodzieszyn est voisine de:

la ville de:
- Sochaczew

et des gminy de:
- Brochów
- Iłów
- Rybno
- Sochaczew
- Wyszogród

## Structure du terrain
D'après les données de 2002, la superficie de la commune de Młodzieszyn est de 117,07 km2, répartis comme telle :
- terres agricoles : 67 %
- forêts : 25 %

La commune représente 16,01 % de la superficie du powiat.

## Démographie
Données du 30 juin 2004 :
| Description        | Total  | Total | Femmes | Femmes | Hommes | Hommes |
| ------------------ | ------ | ----- | ------ | ------ | ------ | ------ |
| Unité              | Nombre | %     | Nombre | %      | Nombre | %      |
| Population         | 5 532  | 100   | 2 804  | 50,7   | 2 728  | 49,3   |
| Densité (hab./km²) | 47,3   | 47,3  | 24     | 24     | 23,3   | 23,3   |